# Andy Barker, P.I.
Andy Barker, P.I. ist eine amerikanische Krimi-Sitcom mit Andy Richter in der Hauptrolle. Produziert und ausgestrahlt wurde die Serie von NBC.
Richter spielt Andy Barker, einen Wirtschaftsprüfer, der zum Privatdetektiv wird. Andy Barker wird zum private investigator, zum: P.I.
Es wurde nur eine Staffel mit sechs Folgen produziert. Die Erstausstrahlung war am Donnerstag, den 15. März 2007 auf NBC. Nach Ausstrahlung der ersten vier Folgen wurde die Serie offiziell eingestellt. Die letzten beiden Folgen wurden am 14. April 2007 ausgestrahlt. Bisher erfolgte keine deutsche Ausstrahlung.

## Produktion
Am 6. März 2006 gab NBC bekannt, dass Conan O’Brien und Jonathan Groff eine Pilotfolge für eine neue Serie planen. Im März 2007 veröffentlichte NBC alle Folgen der Serie auf der Homepage des Senders noch vor ihrer Fernsehausstrahlung.
Die Serie spielt in der fiktionalen Nachbarschaft von Los Angeles in „Fair Oaks, California“.
Die Originaltitel der Folgen spielen auf verschiedene, bekannte klassische Krimis und Thriller an.

## Besetzung
- Andy Richter als Andy Barker
- Clea Lewis als Jenny Barker
- Tony Hale als Simon
- Marshall Manesh als Wally
- Harve Presnell als Lew Staziak

### Gastauftritte
- Nicole Randall Johnson als Nicole
- Vanessa Branch als Nadia Kerensky (Pilot)
- Gary Anthony Williams als Ron (Pilot)
- Traci Lords als Loretta Crispin (Dial M For Laptop)
- Sarah Christine Smith als Alicia (The Big No Sleep)
- Amy Sedaris als Rita Spaulding (The Lady Varnishes)
- Ed Asner als Mickey Doyle (The Lady Varnishes)
- James Hong als Jon Leibowitz (The Lady Varnishes)
- Peter Allen Vogt als Guy Helverson (Fairway, My Lovely)

## Episodenliste
| Nr. | Deutscher Titel | Originaltitel             | Zusammenfassung | Erstausstrahlung USA | Deutschsprachige Erstausstrahlung (D) |
| --- | --------------- | ------------------------- | --- | -------------------- | ------------------------------------- |
| 1   | —               | Pilot                     | Wirtschaftsprüfer Andy Barker bezieht ein neues Büro, dass vorher von einem Privatdetektiv genutzt wurde. Als alte Kunden des Detektivs Hilfe suchen übernimmt Andy und gerät in seinem ersten Fall an die russische Mafia.                                                 | 15. März 2007        | —                                     |
| 2   | —               | Fairway, My Lovely        | Ein Steuerkunde Andys stirb beim Golfen, seine Witwe ist überzeugt, dass es Mord war. Der getötete hatte scheinbar mehrere Affären. Der Originaltitel spielt auf Fahr zur Hölle, Liebling (Farewell, My Lovely) von 1975 an.                                                | 22. März 2007        | —                                     |
| 3   | —               | Three Days of the Chicken | Wally wird von einem Hähnchenkartell, dass über Leichen geht, erpresst. Auch wenn Wally Andy warnt, ermittelt dieser. Der Originaltitel spielt auf Die drei Tage des Condor (Three Days of the Condor) von 1975 an.                                                         | 29. März 2007        | —                                     |
| 4   | —               | Dial M for Laptop         | Obwohl Andy die Steuern seines Schwiegervaters erledigen muss, gerät er in einen Kreditkarten-Betrug um einen gestohlenen Laptop. Der Originaltitel spielt auf Bei Anruf Mord (Dial M for Murder) von 1954 an.                                                              | 5. Apr. 2007         | —                                     |
| 5   | —               | The Big No Sleep          | Andy ermittelt gegen einen Arzt, der eine Affäre mit einer Patientin mit rätselhafter Krankheit hat. Der Originaltitel spielt auf Tote schlafen fest (The Big Sleep) von 1946 an.                                                                                           | 14. Apr. 2007        | —                                     |
| 6   | —               | The Lady Varnishes        | In einem 44 Jahre alten Brief erklärt eine verurteilte Mörderin wie sie hereingelegt wurde. Der wahre Mörder, ein Ex-Partner von Lew, will die Wahrheit nicht ans Licht kommen lassen. Der Originaltitel spielt auf Eine Dame verschwindet (The Lady Vanishes) von 1938 an. | 14. Apr. 2007        | —                                     |